# Marit

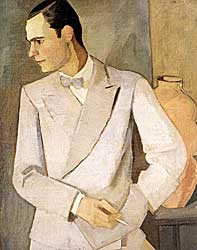
Retrat del marit de Hale Asaf, pintat per ella

El marit o espòs és l'home casat, el cònjuge mascle, que manté una relació de matrimoni. És un estatus civil diferent del dels homes solters, separats, divorciats o vidus.
El marit tenia poder sobre la seva esposa (dret sexual, etc.), cobrava una dot, rebia un aixovar o li imposava el seu cognom, costums que encara perviuen en alguns països. La vàlua de les riqueses aportades per la muller o esposa era un símbol d'estatus social i servia com indicador de riquesa.

## Drets i obligacions del contracte matrimonial
Els drets i obligacions dels marits estan dictats pel codi civil de cada país i pels costums locals, incloent-hi la tradició religiosa, i poden ser iguals o diferents als de l'esposa. En general, acostumen a incloure la fidelitat a la muller i l'obligació de tenir cura dels seus fills.